# 篠田町 (豊川市)
篠田町（しのだちょう）は、愛知県豊川市の地名。

## 地理

### 河川・池沼
- 帯川
- 土々川

### 字一覧
- 新居東（あらいひがし）
- 新屋浦（あらやうら）
- 石橋（いしばし）
- 市道（いちみち）
- 雲京（うんきょう）
- 上田尻（かみたじり）
- 上屋敷（かみやしき）
- 弘法野（こうぼうの）
- 下川（しもがわ）
- 下田尻（しもたじり）
- 新切（しんきり）
- 竹ノ後（たけのうしろ）
- 田尻（たじり）
- 土々川（どどがわ）
- 中庄名（なかじょうな）
- 仲田（なかだ）
- 並松（なみまつ）
- 葉前場（はまえば）
- 番匠田（ばんしょうた）
- 東荒古（ひがしあらこ）
- 古井戸（ふるいど）
- 四ッ家（よつや）
- 割塚（わりづか）

### 交通
- 東名高速道路
- 愛知県道31号東三河環状線
- 愛知県道498号三蔵子一宮線

### 施設
- 割塚集会所
- 養命寺
- 篠田神社
- 心想寺
- オミクロン一宮工場

## 歴史

### 沿革
- 2006年（平成18年）2月1日 - 宝飯郡一宮町大字篠田が合併に伴い、豊川市篠田町となる[WEB 6]。

### 人口の変遷
国勢調査による人口および世帯数の推移。
| 1995年（平成7年）  | 118世帯 562人 |  |
| 2000年（平成12年） | 124世帯 533人 |  |
| 2005年（平成17年） | 138世帯 501人 |  |
| 2010年（平成22年） | 152世帯 515人 |  |
| 2015年（平成27年） | 154世帯 515人 |  |
| 2020年（令和2年）  | 160世帯 503人 |  |

### WEB
1. ↑  “愛知県豊川市の町丁・字一覧”.   人口統計ラボ. 2024年5月1日閲覧。
2. 1 2  総務省統計局 (2022年2月10日). “令和2年国勢調査の調査結果(e-Stat) - 男女別人口，外国人人口及び世帯数－町丁・字等” (CSV). 2023年8月2日閲覧。
3. ↑  “読み仮名データの促音・拗音を小書きで表記するもの(zip形式) 愛知県” (zip).   日本郵便 (2024年2月29日). 2024年3月26日閲覧。
4. ↑  “市外局番の一覧” (PDF).   総務省 (2022年3月1日). 2022年3月22日閲覧。
5. ↑  “ナンバープレートについて”.   一般社団法人愛知県自動車会議所. 2024年1月21日閲覧。
6. ↑  “愛知県豊川市の郵便番号一覧”.   日本郵便. 2024年5月2日閲覧。
7. ↑  総務省統計局 (2014年3月28日). “平成7年国勢調査の調査結果(e-Stat) - 男女別人口及び世帯数 －町丁・字等” (CSV). 2021年7月20日閲覧。
8. ↑  総務省統計局 (2014年5月30日). “平成12年国勢調査の調査結果(e-Stat) - 男女別人口及び世帯数 －町丁・字等” (CSV). 2021年7月20日閲覧。
9. ↑  総務省統計局 (2014年6月27日). “平成17年国勢調査の調査結果(e-Stat) - 男女別人口及び世帯数 －町丁・字等” (CSV). 2021年7月21日閲覧。
10. ↑  総務省統計局 (2012年1月20日). “平成22年国勢調査の調査結果(e-Stat) - 男女別人口及び世帯数 －町丁・字等” (CSV). 2021年7月21日閲覧。
11. ↑  総務省統計局 (2017年1月27日). “平成27年国勢調査の調査結果(e-Stat) - 男女別人口及び世帯数 －町丁・字等” (CSV). 2021年7月21日閲覧。